# Século de Ouro dos Países Baixos

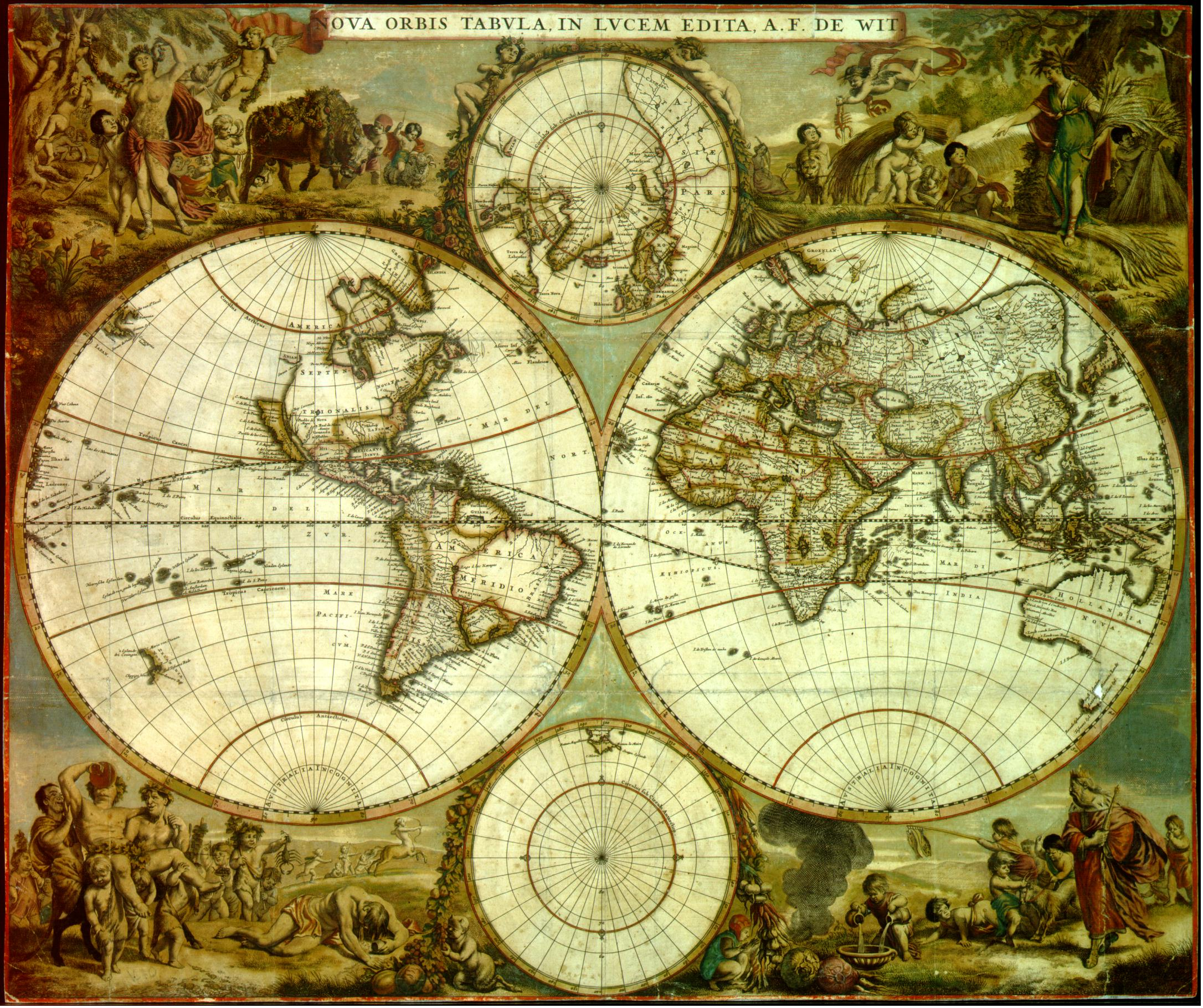
Mapa do mundo de Frederik de Wit, publicado em 1662 no apogeu do Século de Ouro dos Países Baixos para um grande centro de edição geográfico da época, simbolizando a preponderância econômica, cultural e artística do país, elevado ao ranque de potência mundial e que dominava a cartografia por si própria.

O Século de Ouro dos Países Baixos (em neerlandês: Gouden Eeuw), também conhecido como a Idade de Ouro Neerlandesa, foi um período da História dos Países Baixos compreendido entre 1584 e 1702, no qual a modesta República Unida dos Países Baixos (Estado antecessor dos Países Baixos contemporâneos) transformou-se na primeira potência capitalista do ocidente. Nesta época floresceram o comércio, a ciência e a cultura neerlandesa, as quais foram as mais aclamadas mundialmente.
Os Países Baixos perderam seu poder hegemônico no século XVIII, sendo superados pelo Reino Unido, com o Tratado de Utrecht, mas também pela França.

## Antecedentes

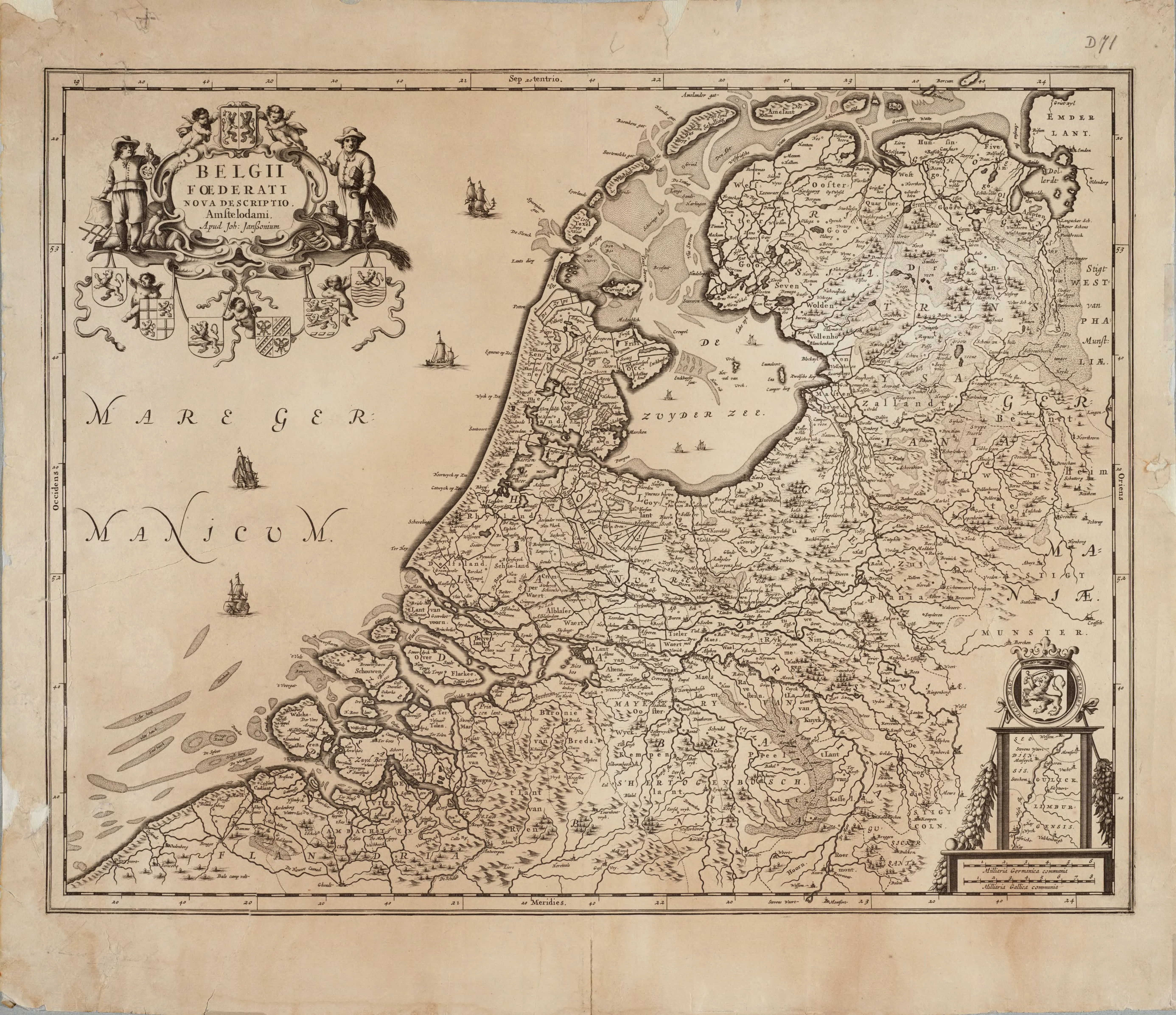
Mapa da República das Sete Províncias Unidas dos Países Baixos por Johannes Janssonius (1658)

A República Neerlandesa assinou a União de Utrecht em 1568 e iniciou uma rebelião contra Filipe II de Espanha, resultando na Guerra dos Oitenta Anos. Antes que a região dos Países Baixos pudesse ser completamente reconquistada, uma guerra foi iniciada entre a Inglaterra e a Espanha, forçando as tropas espanholas sob o comando de Filipe II a deterem seus avanços. Ao mesmo tempo, as tropas espanholas de Filipe conquistaram as importantes cidades de comércio Bruges e Ghent. Antuérpia, que à época era demonstravelmente o mais importante porto do mundo, teve de ser conquistada. Em 17 de agosto de 1585, Antuérpia caiu, resultando no fim da Guerra dos Oitenta Anos para os (daqui em diante) Países Baixos do Sul. As Províncias Unidas (Países Baixos contemporâneos) continuaram a luta até a firmação da Paz de Vestfália em 1648.
A perda definitiva dos Países Baixos do Sul (maior parte da Bélgica contemporânea) causou a fuga de ricos comerciantes calvinistas destas cidades para o norte. Muitos imigraram para Amsterdã, que na época era um pequeno porto, mas foi rapidamente transformada em um dos mais importantes portos mundiais no século XVII.
Essa imigração massiva de Flandres e de Brabante foi um importante estímulo para o Século de Ouro dos Países Baixos. Em adição a massiva imigração dos Países Baixos do Sul, também houve um massivo influxo de refugiados fugindo de perseguição religiosa, particularmente judeus sefarditas de Portugal e da Espanha e, mais tarde, huguenotes da França. A riqueza do país acumulada durante o Século de Ouro proporcionou uma grande tolerância em relação a grupos de minorias étnicas, tendo o país acolhido todos os perseguidos e exilados europeus.
Diversos outros fatores também contribuíram para o florescimento do comércio, da indústria, das artes e das ciências durante este período. O invento da serraria possibilitou a massiva construção de navios para o comércio mundial e para defender os interesses econômicos da república por meios militares.

## Comércio
| “ | Nova York começou como Nova Amsterdã. Basta olhar para o globo: da Nova Zelândia (New Zealand) e Terra de Arnhem, na Austrália, passando pelo Cabo Horn até Willemstad, no Caribe, os holandeses se imortalizaram no mapa mundial. | ” |
|   | — Christoph Driessen, Kleine Geschichte Amsterdams. |   |

Durante uma grande parte do século XVII, os neerlandeses, tradicionalmente habilidosos navegadores e cartógrafos, dominaram o comércio mundial. Esta posição, antes ocupada pelos portugueses e espanhóis, seria depois perdida para a Inglaterra após uma longa competição que culminou em diversas Guerras Anglo-Neerlandesas.
Em 1602, a Companhia Neerlandesa das Índias Orientais (VOC), a primeira multinacional da História, foi fundada. Esta empresa recebeu o monopólio do comércio com a Ásia, detendo-o por dois séculos e tornando-se a maior empresa comercial do mundo no século XVII. Especiarias eram importadas em grande quantidade e trouxeram altos lucros, devido aos esforços e riscos envolvidos e uma aparente insaciável demanda. Em 1609 é fundado o Banco de Amsterdã, um século antes de seu equivalente inglês.
A Companhia Neerlandesa das Índias Orientais manteve o monopólio de comércio com o Japão através de um posto comercial em Dejima, de 1640 a 1854. Durante este período os neerlandeses foram a janela para o mundo dos japoneses. Ciências e produtos ocidentais foram introduzidos aos japoneses e contatos resultaram no chamado Rangaku ou "Ensino Neerlandês". Os neerlandeses tornaram-se instrumentais em transmitir ao Japão algum conhecimento da revolução industrial e científica ocorrendo no Ocidente. Os japoneses adquiriram e traduziram inúmeros livros científicos dos neerlandeses, obtiveram deles curiosidades e manufaturas (como relógios), e receberam demonstrações de várias inovações do Ocidente (como as demonstrações de fenômenos elétricos, e o voo de um balão de ar quente no início do século XIX). Nos séculos XVII e XVIII, os neerlandeses foram a nação Europeia economicamente mais rica e cientificamente avançada, colocando-os em uma posição privilegiada de transferir conhecimento Ocidental para o Japão.
Os neerlandeses também dominaram o comércio entre países europeus. A região dos Países Baixos era favoravelmente posicionada entre as rotas de comércio do Leste-Oeste e do Norte-Sul e ligada a uma grande parte do interior alemão através do rio Reno. Comerciantes neerlandeses transportaram vinho da França e de Portugal para a região Báltica e retornaram com grãos destinados aos países do Mar Mediterrâneo.
O florescente comércio neerlandês resultou numa larga e rica classe comercial. A nova prosperidade trouxe mais atenção e patrocínio para as artes visuais, a literatura, e a ciência.

## Ciência

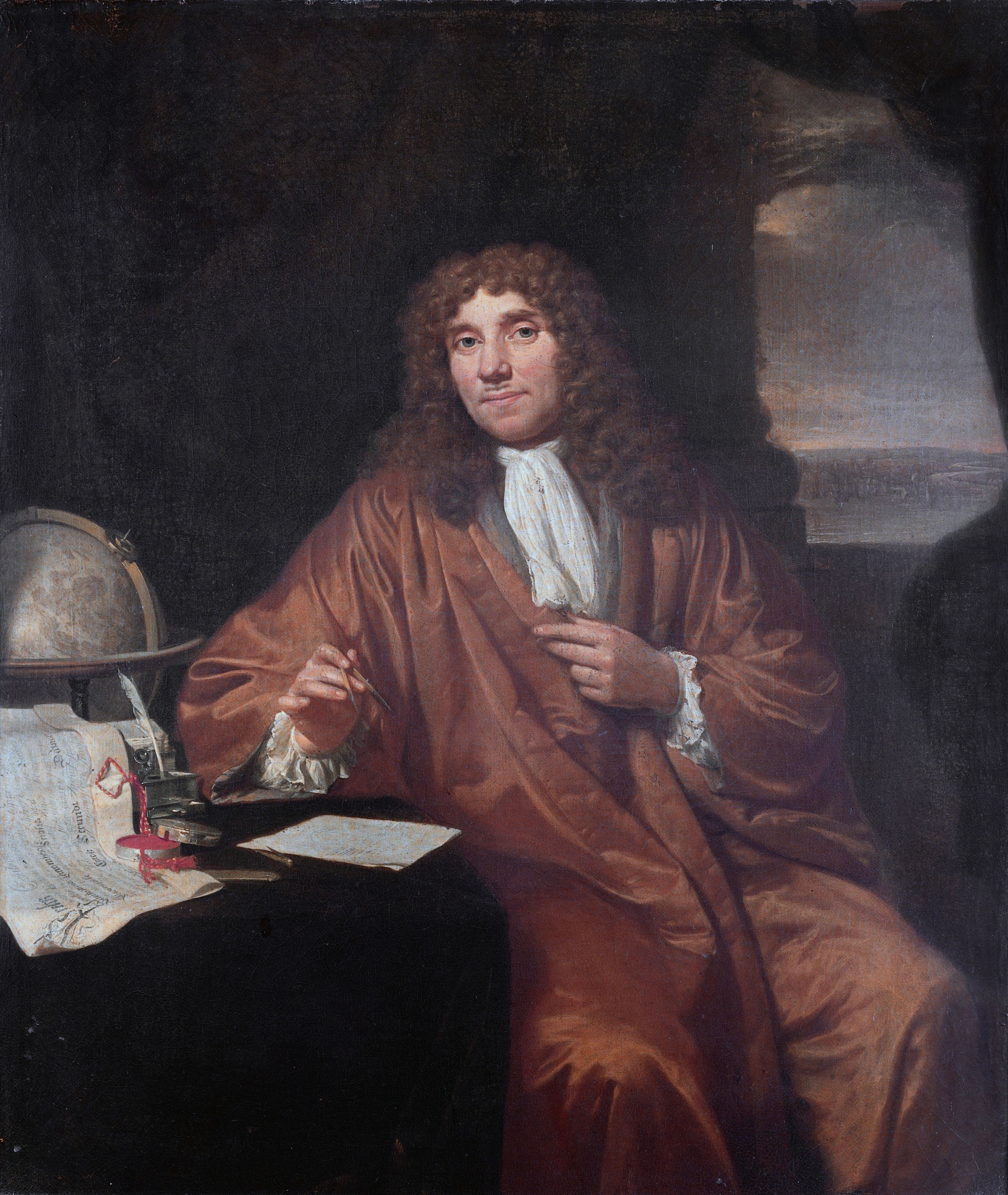
Retrato de Anton van Leeuwenhoek (c. 1680), de Jan Verkolje (I), no Museum Boerhaave, em Leida

Em consequência de seu clima de tolerância intelectual, a República Neerlandesa atraiu cientistas e intelectuais de toda a Europa. Especialmente a renomada Universidade de Leiden (fundada em 1575 pelo estatuder neerlandês Guilherme I de Orange, como gesto de gratidão pela forte resistência de Leiden contra a Espanha durante a Guerra dos Oitenta Anos) tornou-se o lugar de reunião para estas pessoas, como o filósofo René Descartes, por exemplo, que viveu em Leiden de 1628 à 1649.
Advogados neerlandeses eram renomados pelo seu conhecimento do Direito do Mar internacional e do Direito Mercantil. Hugo Grócio (1583-1645) criou as fundações para o Direito Internacional. Ele inventou o conceito dos Mares livres ou Mare liberum, que foi fortemente contestado pela Inglaterra, o principal rival dos Países Baixos no domínio do comércio mundial. Ele formulou também direitos em relação a conflitos entre nações em seu livro De iure belli ac pacis (Das leis de guerra e paz).
Christiaan Huygens (1629-1695) foi um famoso matemático, físico e astrônomo. Ele inventou o relógio de pêndulo, que foi um grande passo à frente na medição exata do tempo. Entre suas contribuições à astronomia encontra-se a explicação dos anéis planetários de Saturno. Ele também contribuiu na área da óptica. O mais famoso cientista neerlandês na área da óptica é certamente Anton van Leeuwenhoek, que realizou grandes melhorias no microscópio e foi o primeiro a estudar metodicamente a vida microscópica, criando assim as fundações para a área de microbiologia.
O famoso engenheiro hidráulico neerlandês Jan Leeghwater (1575-1650) alcançou importantes vitórias na eterna luta dos Países Baixos contra o mar. Leeghwater adicionou uma considerável parte de terra à república, convertendo diversos grandes lagos em pôlderes através da drenagem das terras por moinhos de vento.
Novamente, em consequência do clima de tolerância, a edição livreira floresceu. Diversos livros sobre religião, filosofia e ciência, considerados controversos em outros países, foram publicados nos Países Baixos e exportados ao exterior. Consequentemente, os Países Baixos tornaram-se cada vez mais a editora livreira da Europa no século XVII.

## Cultura
A região dos Países Baixos passou por um desenvolvimento cultural que superou o de países vizinhos. Com algumas exceções (notavelmente o dramaturgo neerlandês Joost van den Vondel) o movimento barroco não teve muita influência. Sua exuberância não combinou com a austeridade da larga população calvinista.
A grande força por trás dos novos acontecimentos foi formada pela cidadania, notavelmente nas províncias ocidentais: em primeiro lugar e principalmente na Holanda, e em menor grau na Zelândia e em Utrecht. Enquanto ricos aristocratas por muitas vezes tornaram-se patrocinadores das artes em outros países, na República Neerlandesa esse lugar foi ocupado por ricos comerciantes e outros patrocínios.

### Pintura

Ronda Noturna (1642) de Rembrandt

A pintura do Século de Ouro dos Países Baixos seguiu muitas das tendências que dominaram a arte Barroca em outras partes da Europa, como naturalismo Caravaggismo e um crescente interesse em tópicos como natureza-morta, arte de paisagem e pintura de gênero. Pintura de história — tradicionalmente o mais elevado gênero — e retratismo também foram populares. Enquanto colecionar e pintar para o mercado livre também era comum em outros lugares, historiadores de arte apontam para o crescente número da rica classe média neerlandesa e padrões mercantis como as forças motrizes na popularidade de certos tópicos pictórios. Esta tendência, junto à falta de patrocínio da igreja contrarreformista que dominava as artes na Europa católica, resultou em um grande número de "cenas da vida cotidiana" (gênero) e outros retratos não religiosos. Paisagens e pintura marítima, por exemplo, refletem a terra conquistada ao mar e as fontes de comércio e poder naval que marcaram o Século de Ouro da República. Um aspecto muito representativo da pintura barroca neerlandesa é o retrato de grandes grupos, particularmente guildas civis e milícias, como a Ronda Noturna de Rembrandt.
Os mais famosos pintores do Século de Ouro são as figuras mais dominantes do período: Rembrandt, o mestre do gênero Johannes Vermeer, o inovador pintor paisagista Jacob van Ruisdael, e Frans Hals, que injetou nova vida no retratismo. Alguns estilos artísticos e tendências notáveis incluem o Maneirismo de Haarlem, o Caravagismo de Utrecht, a Escola de Delft, os fijnschilders de Leiden e o Classicismo neerlandês.

### Arquitetura

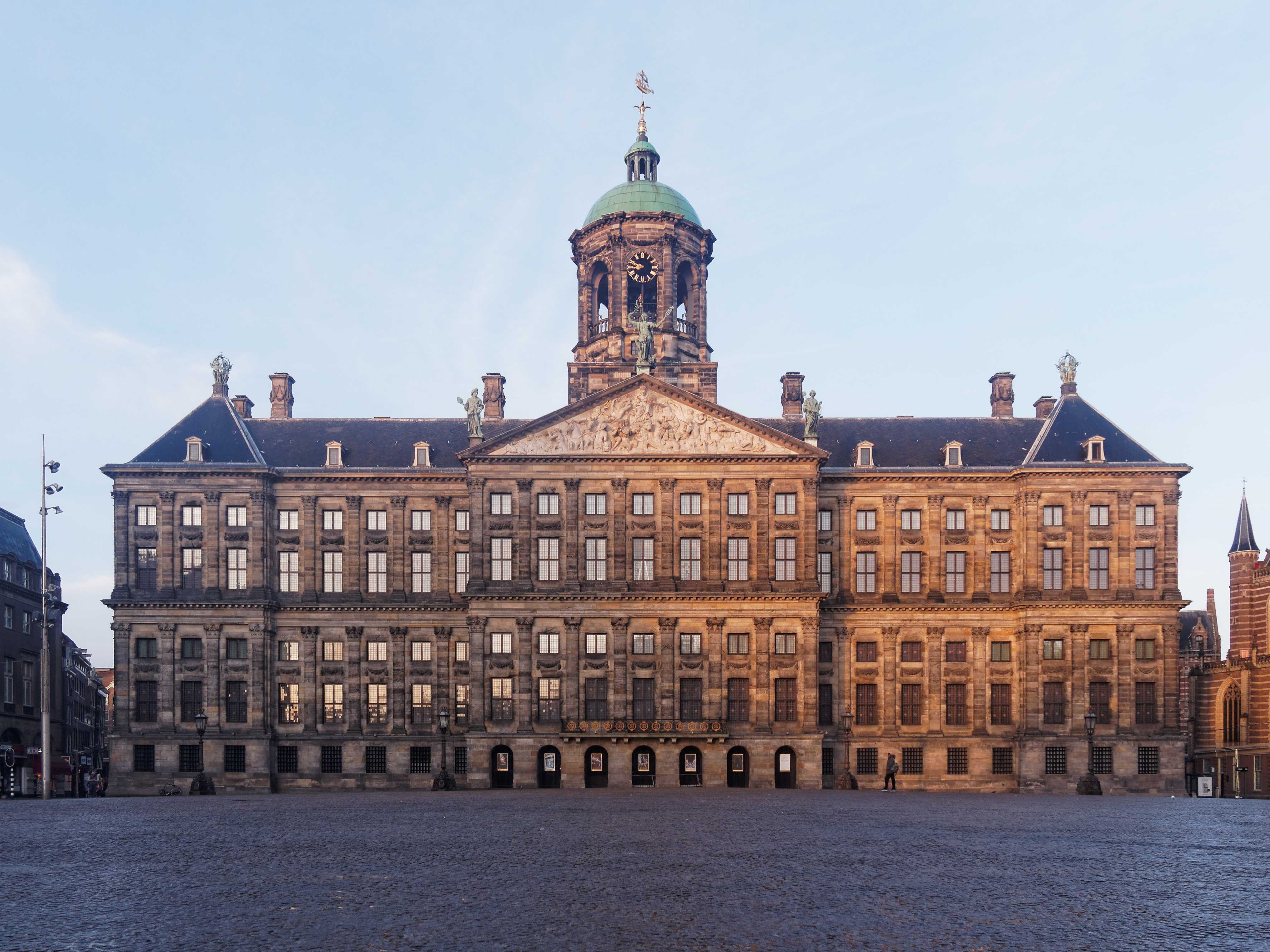
O Palácio Real de Amesterdã, construído no século XVII

A arquitetura neerlandesa chegou a novas alturas no Século de Ouro. Em consequência da crescente economia, cidades expandiram-se grandemente. Novos palácios municipais, casas do peso e armazéns foram construídos. Comerciantes que obtiveram uma fortuna ordenaram a construção de novas casas (com façadas ornamentadas para beneficiar seu estado social) ao longo dos diversos novos canais que foram escavados (para propósitos de defesa e transporte). No interior foram construídos muitos novos castelos e villas, que em sua maioria não sobreviveram.
No início do século XVII antigos elementos góticos prevaleceram, junto a motivos renascentistas. Após algumas décadas, o classicismo francês ganhou proeminência: elementos verticais foram acentuados, menos ornamentos foram utilizados, pedra natural foi preferida acima de tijolo. Esta tendência para sobriedade intensificou-se nas últimas décadas do século. A partir de aproximadamente 1670, as mais proeminentes opções a frente de casa foram sua entrada, com pilares em cada lado e possivelmente um balcão acima, mas sem nenhuma decoração a mais.
No início de 1595 igrejas reformadas foram comissionadas, sendo que muitas ainda são construções marcantes.
Os mais famosos arquitetos neerlandeses do século XVII foram Jacob van Campen, Pieter and Maurits Post, Pieter Vingbooms, Lieven de Key e Hendrick de Keyser.

### Escultura

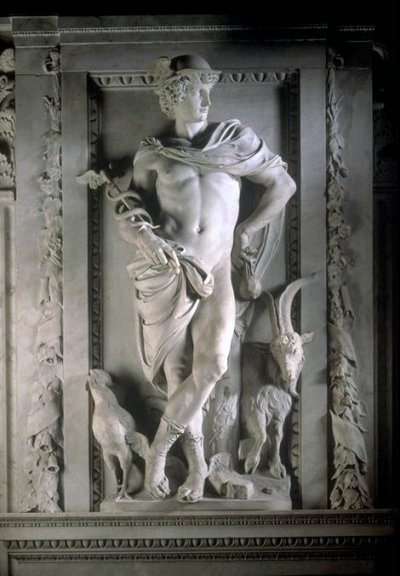
Mercúrio por Artus Quellinus

Os feitos neerlandeses na área da escultura no século XVII são menos proeminentes do que na pintura e arquitetura. Menos exemplos foram criados do que em países vizinhos, sendo uma das razões a sua ausência nos interiores de igrejas protestantes; afinal, objeção à veneração Católica Romana de estátuas foi um dos pontos contenciosos da Reforma Protestante. Outra foi a comparativamente pequena classe de nobres. Esculturas eram comissionadas para edifícios governamentais, edifícios privados (muitas vezes decorando frentes de casa) e exteriores de igrejas. Também havia uma freguesia para sepulturas monumentais e bustos retratos.
Hendrick de Keyser, que esteve ativo na aurora do Século de Ouro, é um dos poucos escultores neerlandeses proeminentes. Nas décadas de 1650 e 1660, o escultor flamengo Artus I Quellinus, junto à sua família e seguidores como Rombout Verhulst, foram responsáveis pelas decorações classicistas da Prefeitura Municipal de Amsterdã (agora Palácio Real de Amsterdã).

## Fim

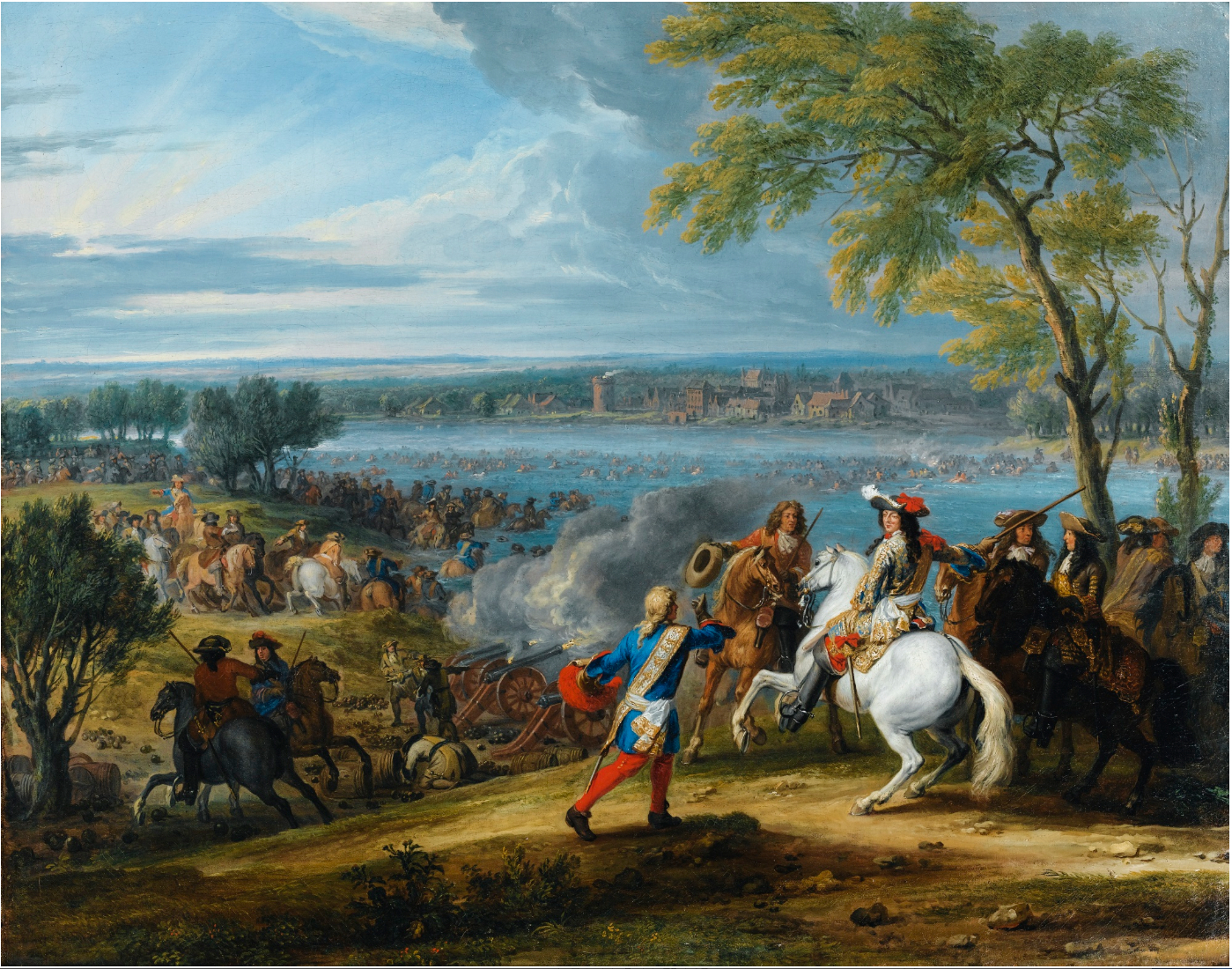
Luís XIV e as tropas francesas preparam-se para invadir a Holanda

O Século de Ouro terminou nas décadas finais do século XVII, devido à crise da Guerra dos Trinta Anos. A República Neerlandesa viu-se afetada pela recuperação dos países participantes do conflito. Este deterioramento foi paulatino, e mais que o deterioramento neerlandês trata-se do desenvolvimento das demais potências sobretudo a França e a Inglaterra, a quem ajudou muito, dada a imigração de comerciantes e artesãos neerlandeses.